# 1er Régiment étranger
Il 1º Reggimento straniero (in francese 1er Régiment étranger, 1er RE), è il più antico reggimento della Legione straniera francese. È stazionato al Quartier Viénot a Aubagne dal 1962, data del suo trasferimento da Sidi-bel-Abbès in Algeria.
Creata la Legione nel  1831, il 1º RE è la prima unità del Corpo. Al di là di questo aspetto storico, il 1º RE rappresenta la prima tappa del percorso del legionario. L'inizio della carriera militare al Centro di selezione e immatricolazione  (CSI), e la fine con le formalità del congedo, la cosiddetta liberation.
Ma se al giorno d'oggi è un reggimento a vocazione amministrativa, nel corso della sua esistenza non è stato sempre così.

## Storia
Il 1º Reggimento straniero fu creato in Algeria il 1º aprile 1841. Partecipò alla conquista dell'Algeria contro gli insorti locali arabi poi fu spedito in Crimea dal 1853 al 1856 ove formò una brigata con il reggimento fratello, il 2º RE,  in seno alla 6ª divisione. Prese parte alla battaglia dell'Alma e all'assedio di Sebastopoli. Nel 1859 il reggimento fu inviato in Italia con la 2ª divisione di fanteria del 2º corpo d'armata del generale Mac Mahon, si distinse nella battaglia di Magenta. Al suo ritorno in Algeria cambiò denominazione in Reggimento straniero.
Dal 1861 al 1867 avvenne la spedizione in Messico. Il reggimento sbarcò in Messico il 26 marzo del 1863 a Vera Cruz. La 3ª compagnia del capitano Danjou si coprì di gloria sacrificandosi nella battaglia di Battaglia di Camerone il 30 aprile 1863 contro un numero maggiore di insorti messicani nell'intento di proteggere un carro carico d'oro.
Nel corso della guerra franco-prussiana del 1870-1871, la Legione fu tardivamente impiegata al fronte per il semplice fatto che fra i suoi ranghi la percentuale di legionari di origine prussiana era assai elevata. Verso la fine del settembre 1870 il reggimento fu integrato nel 15º corpo (1ª brigata, 2ª divisione) e fu impiegato nei pressi di Orléans in ottobre e dicembre poi a Montbéliard nel gennaio 1871.
Il reggimento fu rimpatriato in Algeria nel giugno 1871 nella sede di Mascara presso Orano. Il 1º gennaio 1885 la Legione straniera, nome dato al RE il 13 marzo 1875, si divise in due reggimenti stranieri costituiti ciascuno da quattro battaglioni e una compagnia di deposito.
Durante la Grande Guerra subì pesanti perdite sul fronte dell'Artois e con il 2º RE formò il Reggimento di marcia della Legione straniera (RMLE), che poi allineò la Legione Garibaldina di Peppino Garibaldi. Terminato il conflitto e ritornato in Nord Africa come 1º REI (Reggimento fanteria), l'unità ebbe l'incarico di addestramento reclute del Corpo. 
Nella seconda guerra mondiale partecipò alla campagna di Tunisia e dal 1945 alla repressione algerina dei moti di Guelma e Sétif, e fino al 1954 in Indocina. Nel 1955 prese l'attuale denominazione.
Fino al 1962 fu a Sidi-bel-Abbès in Algeria e prese parte alla guerra d'Algeria.
Dal 1991, il reggimento ha regolarmente fornito rinforzi alle unità della Legione impiegate in operazioni esterne ed interne.

## Organizzazione
Il 1º Reggimento straniero è articolato su tre compagnie di effettivi:
- La CCSR, o compagnia di comando e di servizi reggimentali, raggruppa tutti i servizi che contribuiscono ad un buon funzionamento dell'unità (cucine, infermeria, sartoria, officina, pionieri, ecc.).
- La CSLE, o compagnia dei servizi della Legione straniera, si occupa dei servizi propri della grande unità  (divisione delle risorse umane, della sicurezza, storia e patrimonio, comunicazioni, banda musicale della Legione ecc.).
- La CAPLE, o compagnia amministrativa della Legione straniera, che si occupa più particolarmente dell'accoglienza dei volontari, della selezione, dell'amministrazione del personale "hors corps" (malati gravi ecc.). Comprende anche una squadra sportiva di cross.

Il reggimento ha la particolarità di gestire:
- l'Istituzione degli invalidi della Legione straniera (IILE) a Puyloubier, che accoglie gli anziani reduci in una struttura sanitaria, che consente loro di continuare a svolgere semplici lavori;
- il Centro alberghiero e di accoglienza della Legione straniera (CHALE) a La Ciotat, che permette di ospitare i legionari durante la licenza, con o senza i propri famigliari;
- il Centro di riposo della Legione straniera di La Malmousque (CPLEM) a Marsiglia, che accoglie sempre i legionari in licenza.
- la produzione della rivista mensile Képi blanc, organo ufficiale della Legione.